# Cordillera Occidental (Perú)
La cordillera Occidental es una cadena montañosa que constituye el ramal occidental de la cordillera de los Andes en el Perú. Se extiende en dirección noroeste-sureste desde la frontera ecuatoriana hasta la chilena. Hacia el oeste limita con las pampas costaneras del océano Pacífico, mientras que hacia el este, con el eje de los valles interandinos como el valle del Marañón al norte, valle del Mantaro en el centro, los valles de Apurímac, Urubamba y Ayavirí al sur. La cordillera atraviesa los departamentos de Piura, Lambayeque, La Libertad, Cajamarca, Áncash, Lima, Huánuco, Pasco, Junín, Ica, Huancavelica, Ayacucho, Arequipa, Moquegua, Tacna y Puno.

## Geología
La cordillera Occidental está constituida por un núcleo Paleozoico cubierto por rocas mesozoicas y cenozoicas, deformadas por intenso plegamiento, fallas inversas y grandes sobrescurrrimientos; su presente altura se formó por movimientos epirogénicos hasta el Terciario Tardío y Cuaternario.

## Hidrología
La línea de cumbres de la Cordillera Occidental actúa como divisoria de aguas continentales que fluyen al océano Pacífico, al océano Atlántico y al lago Titicaca.
La parte occidental de la cordillera pertenece, a la cuenca hidrográfica del Pacífico, destacándose el río Santa mientras que gran parte de la vertiente oriental pertenece a la cuenca del río Amazonas y solo la parte suroriental de la cordillera actúa como divisoria de aguas entre la cuenca del Titicaca y la vertiente del Pacífico.

## Secciones
La parte norte de la cordillera tiene un ancho que oscila entre los 130 a 150 km, queda enmarcada por el corredor fluvial del Marañón y comprende varias cordilleras entre ellas las cordilleras Blanca y Huayhuash, en los departamentos de Áncash, Lima y Huánuco. En la cordillera Blanca llamada así debido a los nevados que la salpican, se encuentra el imponente nevado Huascarán, que con 6768 m de altitud es la mayor cumbre montañosa del país, en torno al cual se ha creado el Parque nacional Huascarán. En la cordillera Huayhuash destacan las elevaciones de Yerupajá (6634 m) y Siula Grande (6344 m).
En la parte sur desde el paralelo 14º S hasta la frontera con Chile, la Cordillera Occidental presenta un ancho que oscila entre los 150 a 250 km y está constituida por un cordón de volcanes que conforman el llamado Arco volcánico del Perú, donde sobresalen los volcanes Ubinas (5672 m);  El Misti (5822 m), junto a la ciudad de Arequipa; Sabancaya (5976 m); Chachani (6057 m) y Coropuna (6425 m, el más elevado). La mayoría de estos volcanes se han formado entre fines del Terciario y el Pleistoceno. En este sector meridional de la cordillera se encuentra, entre esta rama y la cordillera Oriental, el altiplano andino, donde se halla el lago Titicaca.